# Kulby
Kulby (ukr. Кульби) – wieś na Ukrainie w rejonie złoczowskim obwodu lwowskiego.